# Hemetério Weba Filho
Hemetério Weba Filho (Santa Helena, 3 de março de 1951), é um empresário e político brasileiro, filiado ao Progressistas. Foi prefeito de Nova Olinda do Maranhão e deputado estadual do Maranhão.
Também foi acusado do envolvimento da morte do Delegado Stênio Mendonça em 1997, e de pertencer a organização criminosa do Bando Bel, responsável por roubo de carga no Estado do Maranhão.

## Carreira política
Foi prefeito do município de Santa Luzia do Paruá, entre 1988 a 1991.
Em 1994, concorreu e foi eleito deputado estadual pelo PFL com 15.536 votos. Nas eleições de 2000, candidatou-se a prefeito de Nova Olinda do Maranhão, sendo eleito. Em 2004, Weba é reeleito prefeito.
Em 2010, Weba, então filiado ao PV é eleito deputado estadual pela segunda vez, sendo reeleito em 2014. Em 2018, não consegue renovar o mandato de deputado estadual, após ter a candidatura indeferida.
Nas eleições de 2012, concorreu a prefeitura de Nova Olinda do Maranhão pelo PV. Foi derrotado pelo prefeito reeleito Delmar Sobrinho (DEM).
Hemetério é casado com Iracy Weba, ex-prefeita de Nova Olinda do Maranhão. .
Foi novamente eleito deputado estadual com 37.709 votos em 2022. Em 04 de junho de 2025, a Assembleia Legislativa formalizou a perda do mandato do deputado.